# Honda Civic Hybrid
Honda Civic Hybrid — серія гібридних автомобілів компанії Honda.

## Перше покоління (2001-2005)

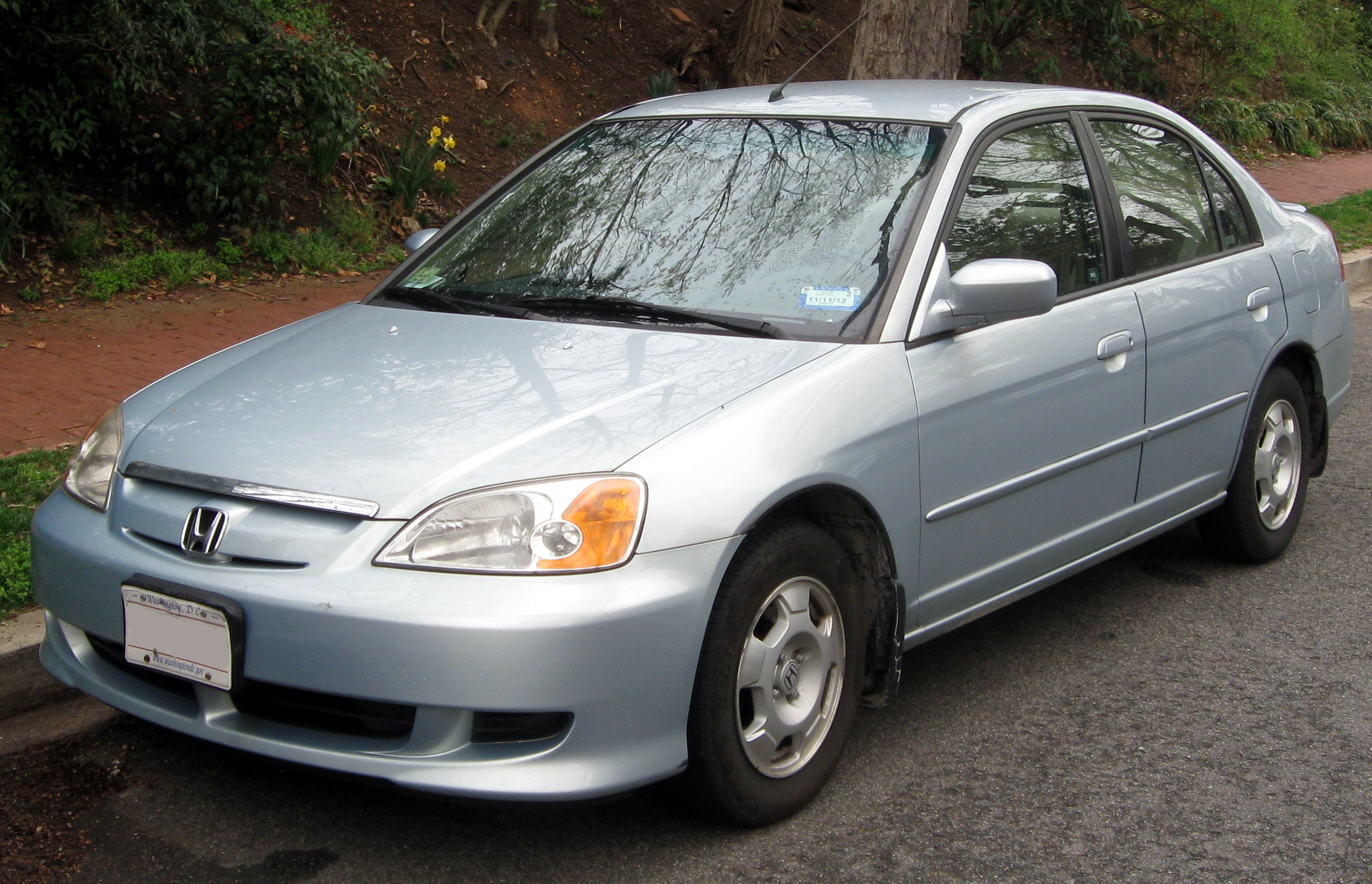
Honda Civic Hybrid І (2001-2003)

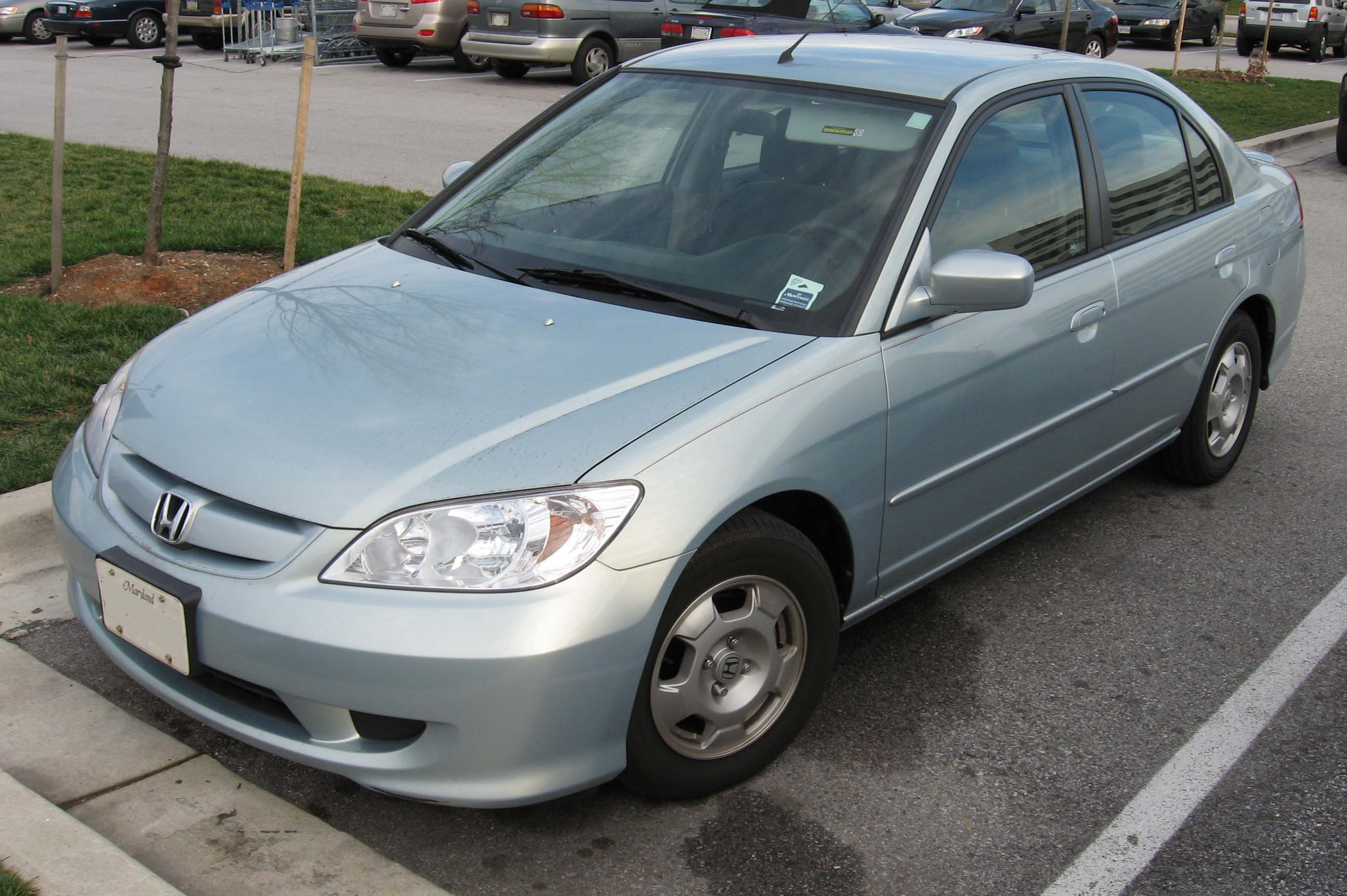
Honda Civic Hybrid І (2004-2005)

Перша гібридна версія моделі Honda представлена в 2001 році і створена на основі седана Honda Civic сьомого покоління.. Автомобіль виготовлявся в 2001-2005 роках тільки в версії седан. Три роки поспіль машина була на першому місці в конкурсі Міжнародний двигун року. У 2003 та 2004 роках він виграв приз за краще споживання палива. Силова установка називається IMA і є власною розробкою компанії Honda (раніше вона встановлювалася на Honda Insight і з тих пір була вдосконалена) і включає бензиновий двигуно 1,3 л LDA VTEC потужністю 85 к.с., який працював в парі з допоміжним електродвигуном (144 В, 20 к.с.) для допомоги основного двигуна при розгоні і заряджання акумуляторів при гальмуванні (рекуперація). Трансмісія — виключно CVT Multimatic S. IMA гарантує низьку витрату палива - всього 3,4 л на 100 км.
Сівік вміє «вимикати» бензиновий двигун при тимчасових зупинках (клапани всіх 4-х циліндрів закриті), і може рухатися на малій швидкості тільки на електродвигуні, як повні гібриди (такі як Toyota Prius).
За всіма показниками (в тому числі і по динаміці розгону) Civic поступається Prius, , але лише трохи. Перевага IMA (простіше HSD), крім того, Civic виглядав більш консервативно і коштує на кілька тисяч доларів дешевше.

### Двигун
- - 1.3 л LDA-MF5 I4 SOHC + електродвигун 144 В

## Друге покоління (2005-2011)

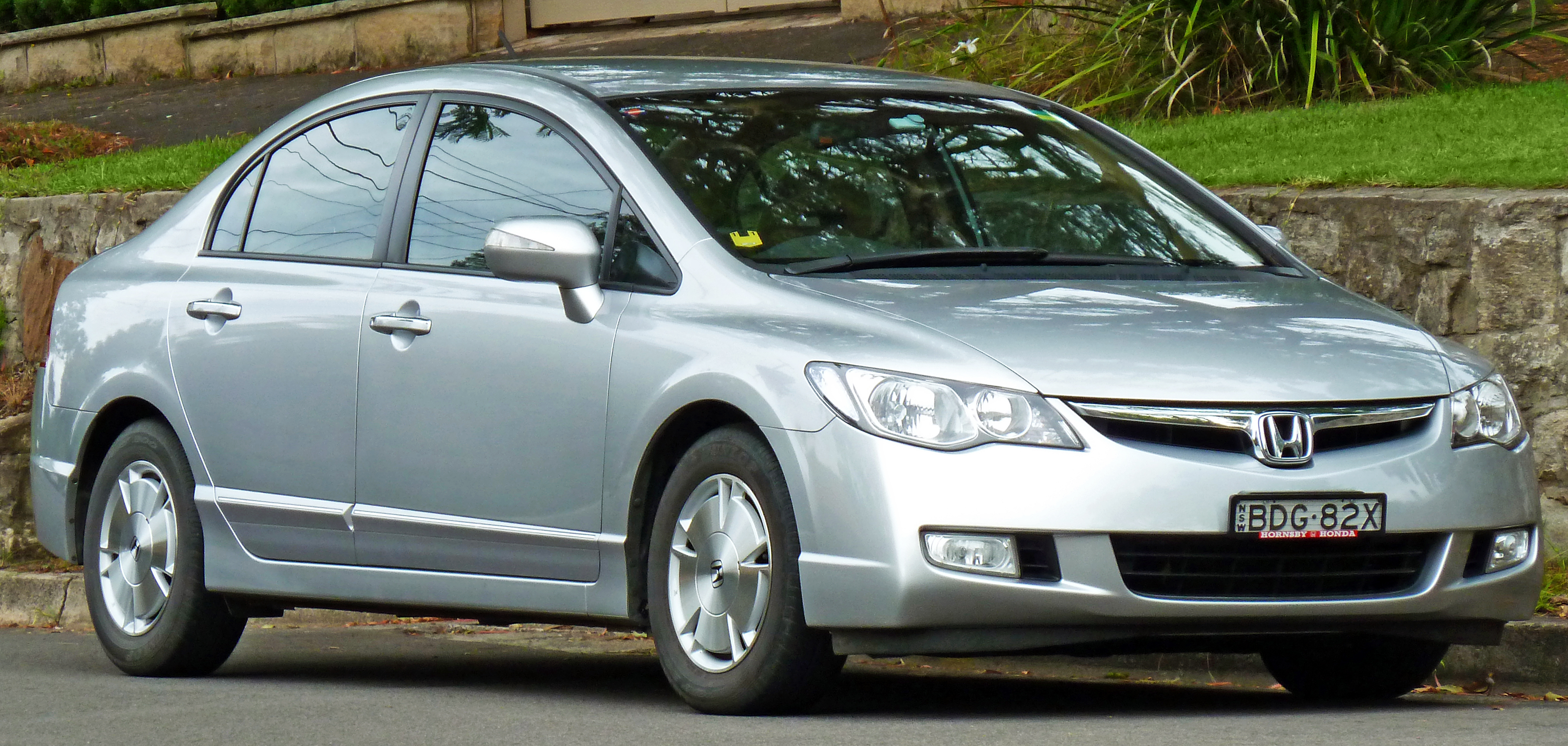
Honda Civic Hybrid ІІ Європа (2005-2011)

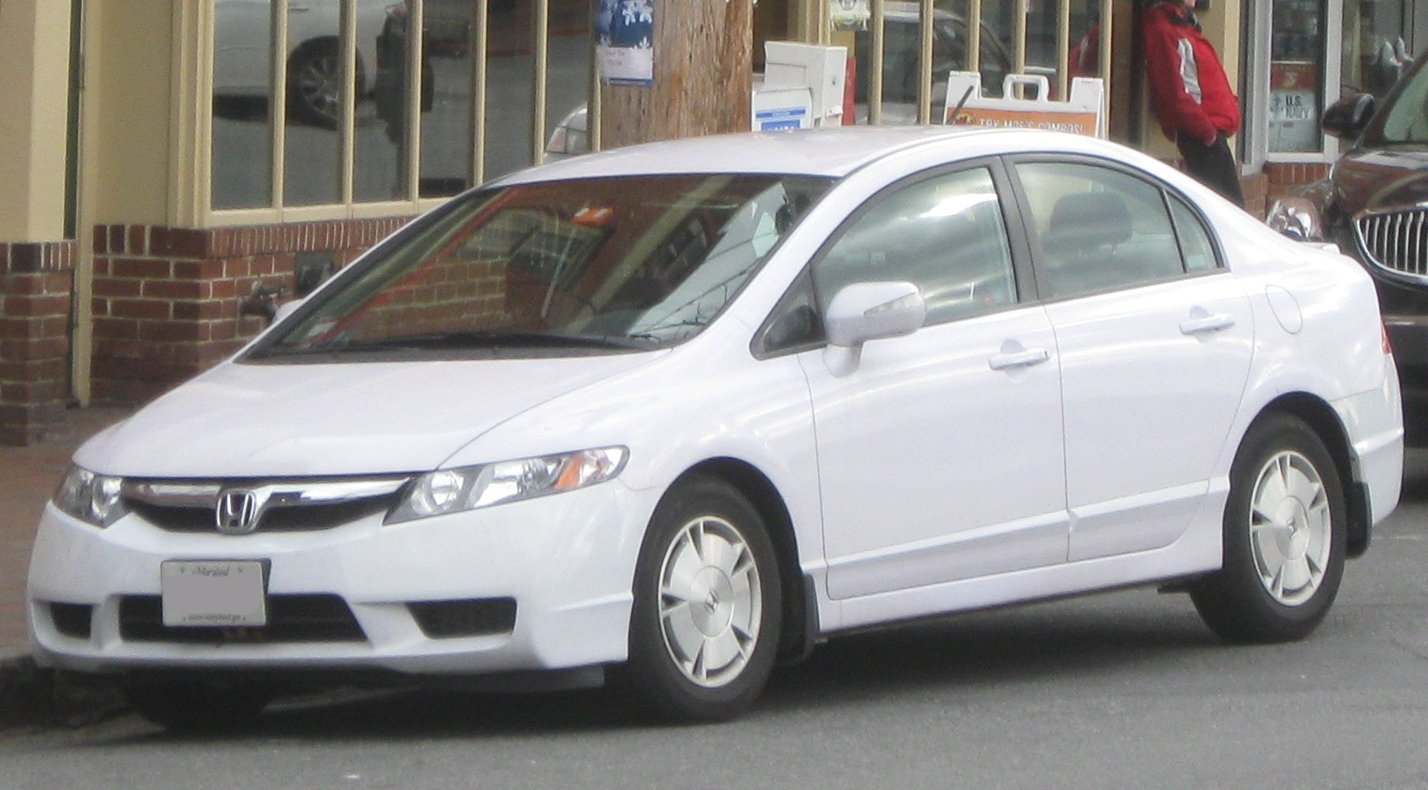
Honda Civic Hybrid ІІ США (2005-2011)

Друге покоління Civic Hybrid було засноване на версії седан (американська та японська) і виготовлялось з 2005 по 2011 рік. Він оснащувався бензиновим двигуном потужністю 1,3 л LDA 95 к.с., який працював разом з 20-сильним електродвигуном (158 В). Потужність передається на передню вісь транспортного засобу, використовуючи варіатор. У 2006 році автомобіль отримав нагороду Motor Trend.
У порівнянні з попереднім поколінням, вихідна потужність установки збільшилася на 20%, а витрата палива знизилася до 3,2 л на 100 км.

### Двигун
- 1.3 л LDA-MF5 I4 SOHC + електродвигун 158 В

## Третє покоління (2011-2015)

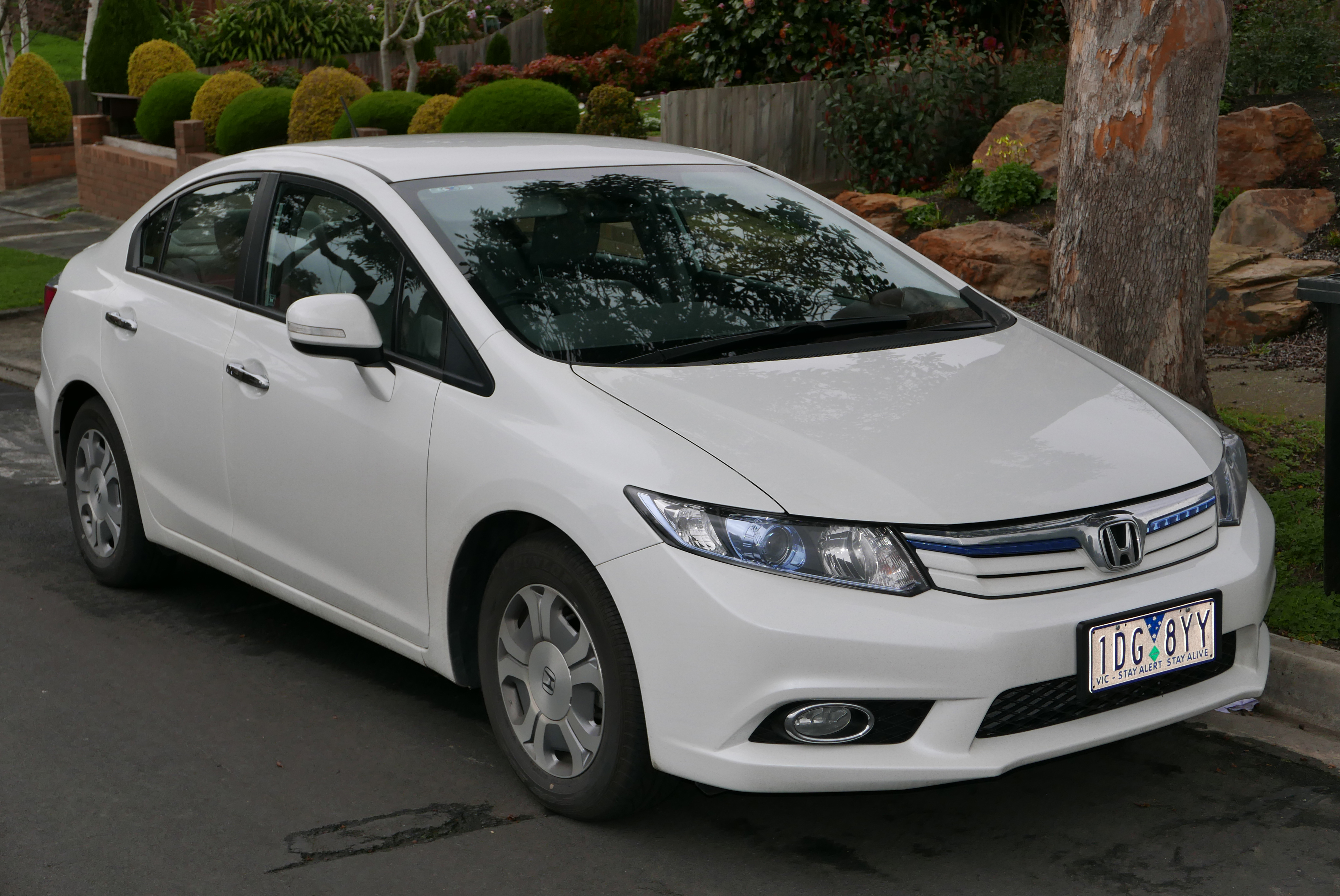
Honda Civic Hybrid ІІІ (2011-2015)

Гібридний Civic третього покоління, представлений на автосалоні в Детройті в січні 2011 року. Він був створений виключно на основі седана. Автомобіль оснащений чотирициліндровим бензиновим з системою VTEC об'ємом 1,5 л і потужністю 90 к.с., що працює з 20-сильним електродвигуном (158 В). Загальна потужність обох систем - 110 к.с.

### Двигун
- 1.5 л LEA-MF6 i-VTEC SOHC I4 + електродвигун 158 В

## Четверте покоління/e:HEV (з 2022)

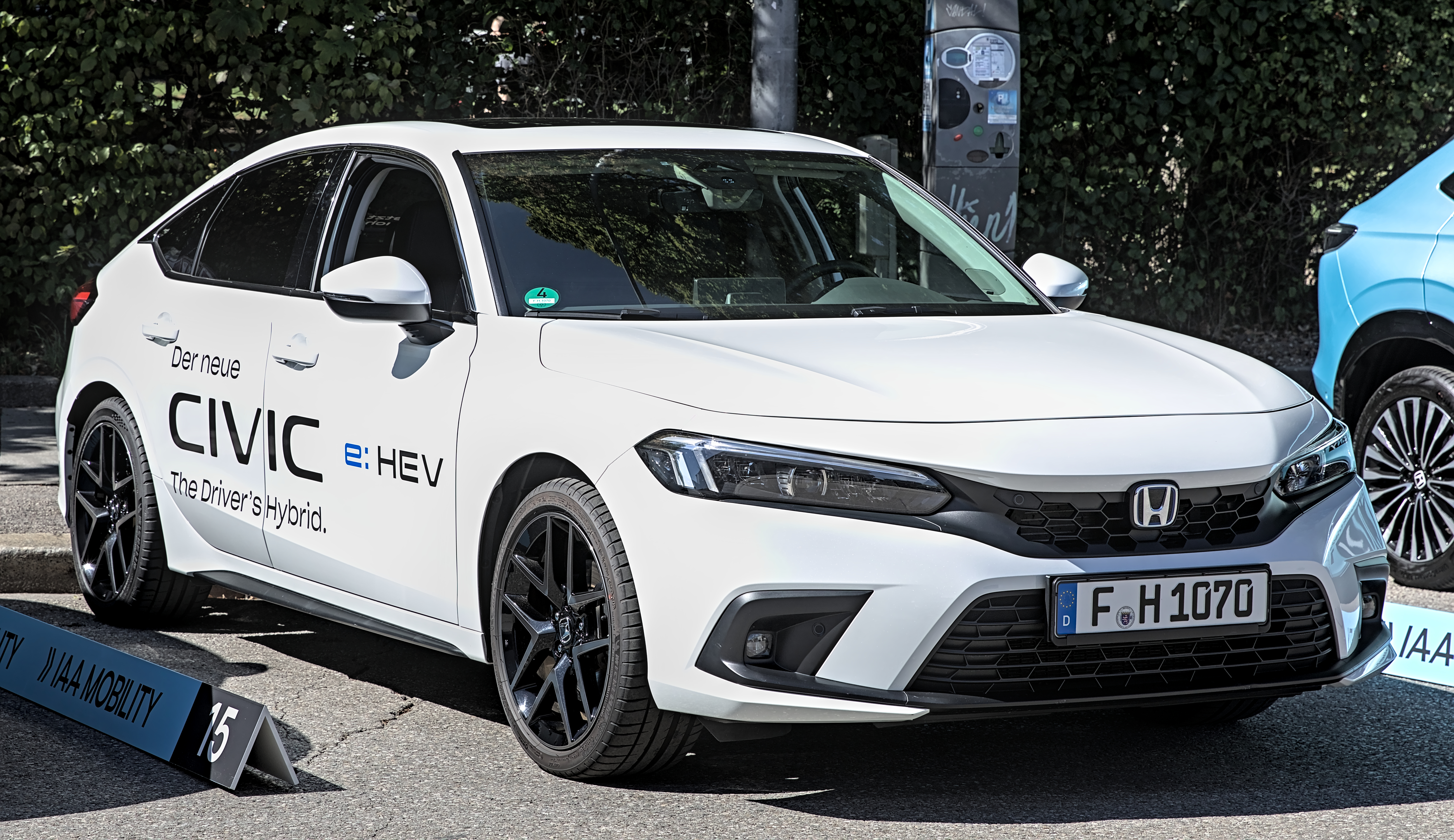
Honda Civic e:HEV

Гібридна версія, що продається як Civic e:HEV, була представлена 23 березня 2022 року в конфігураціях седан і хетчбек. Хетчбек Civic e:HEV став доступним у Японії та Європі, а седан Civic e:HEV — у Таїланді. Модель оснащена нещодавно розробленим 2,0-літровим бензиновим двигуном за циклом Аткінсона з безпосереднім уприскуванням у поєднанні з літій-іонною батареєю та двома електродвигунами. Honda стверджує, що теплова ефективність становить 41%, а сумарний показник викидів CO2 становить 108 г/км.
Civic e:HEV замінив Insight у рамках плану зосередитися на гібридних моделях трьох основних моделей, якими є CR-V, Accord і Civic.

### Двигуни
- 2.0 л LFA1 / LFB1 I4 143 к.с. 175 Нм + 2 електродвигуни з постійними магнітами 181 к.с. 315 Нм сумарно 212 к.с.
- 2.0 л LFC2 I4 139 к.с. 182 Нм + 2 електродвигуни з постійними магнітами 181 к.с. 315 Нм (Таїланд)

## Продажі
| Японія       | грудень 2001  | 22,899  |
| Пн. Америка  | березень 2002 | 191,493 |
| Європа       | травень 2003  | 34,757  |
| Азія/Океанія | лютий 2004    | 5,514   |
| Китай        | листопад 2007 | 280     |
| інші         | травень 2006  | 306     |
| всього       |               | 255,249 |